# 앤서니 산탄데르
앤서니 로저 산탄데르(스페인어: Anthony Roger Santander, 1994년 10월 19일 ~ )는 베네수엘라 출신의 야구 선수이자, 현 메이저 리그 볼티모어 오리올스의 외야수이다.